# Pantheon Nazionale (Venezuela)
Il Pantheon Nazionale (in spagnolo: Panteón Nacional) è l'edificio considerato come il massimo altare della Patria venezuelana, dove si conservano i resti di personalità importanti della storia del Venezuela. Si trova a Caracas, nella parrocchia di Altagracia.

## Storia
Fu edificato sul terreno dove si trovava la chiesa della Santissima Trinità, costruita nel 1744 da Juan Domingo del Sacramento Infante, inaugurata il 15 luglio 1780 e distrutta nel 1812 dal terremoto che colpì Caracas.

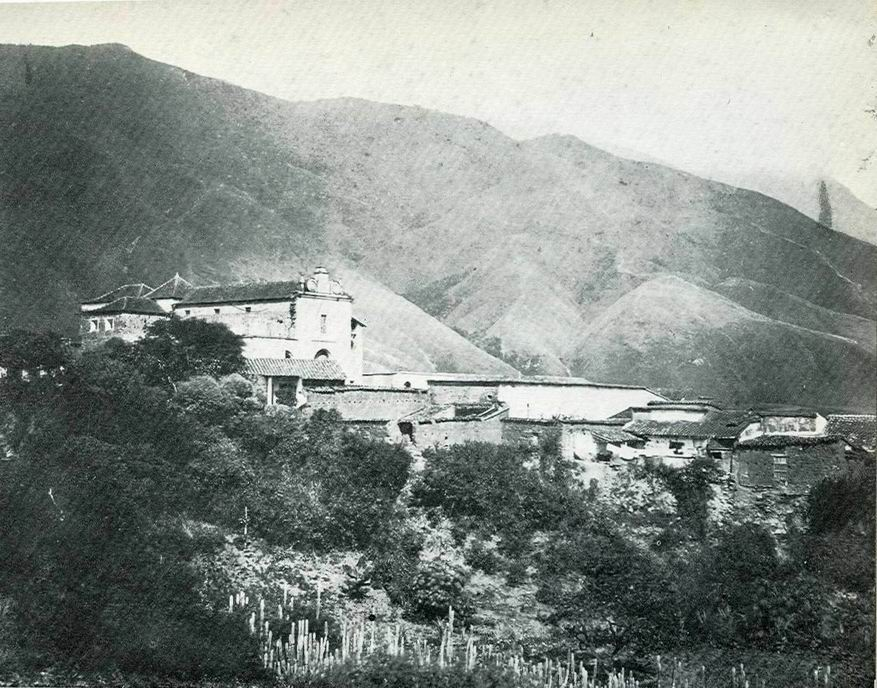
Chiesa della Santissima Trinità, 1874.

Dopo il terremoto del 1812, si incominciò a ricostruire la chiesa molto lentamente. Ma il presidente dell'epoca, Antonio Guzmán Blanco, decretò il 27 marzo 1874 di convertire la struttura in un "pantheon", il Pantheon Nazionale, destinato ad ospitare i resti delle personalità illustri del paese. La ragione di questa decisione si trova nell'ubicazione. Fu inaugurato il 28 ottobre 1875.

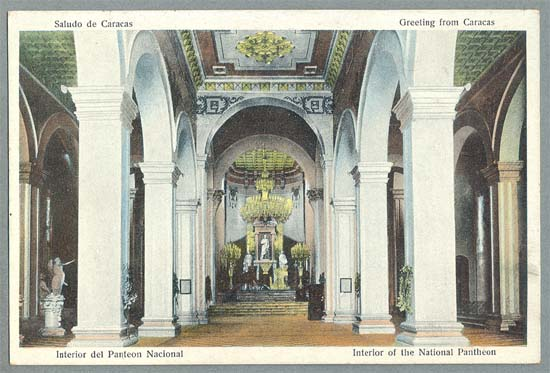
Interno del Pantheon Nazionale, 1930.

Le prime salme traslate alla chiesa furono quelle di Francisco Rodríguez del Toro e Ibarra, Ezequiel Zamora, José Gregorio Monagas, Manuel Ezequiel Bruzual e Juan Crisóstomo Falcón.
Il 24 agosto 1876 furono qui trasferiti i resti mortali di Luisa Cáceres de Arismendi, la prima donna a cui fu riservato quest'onore.

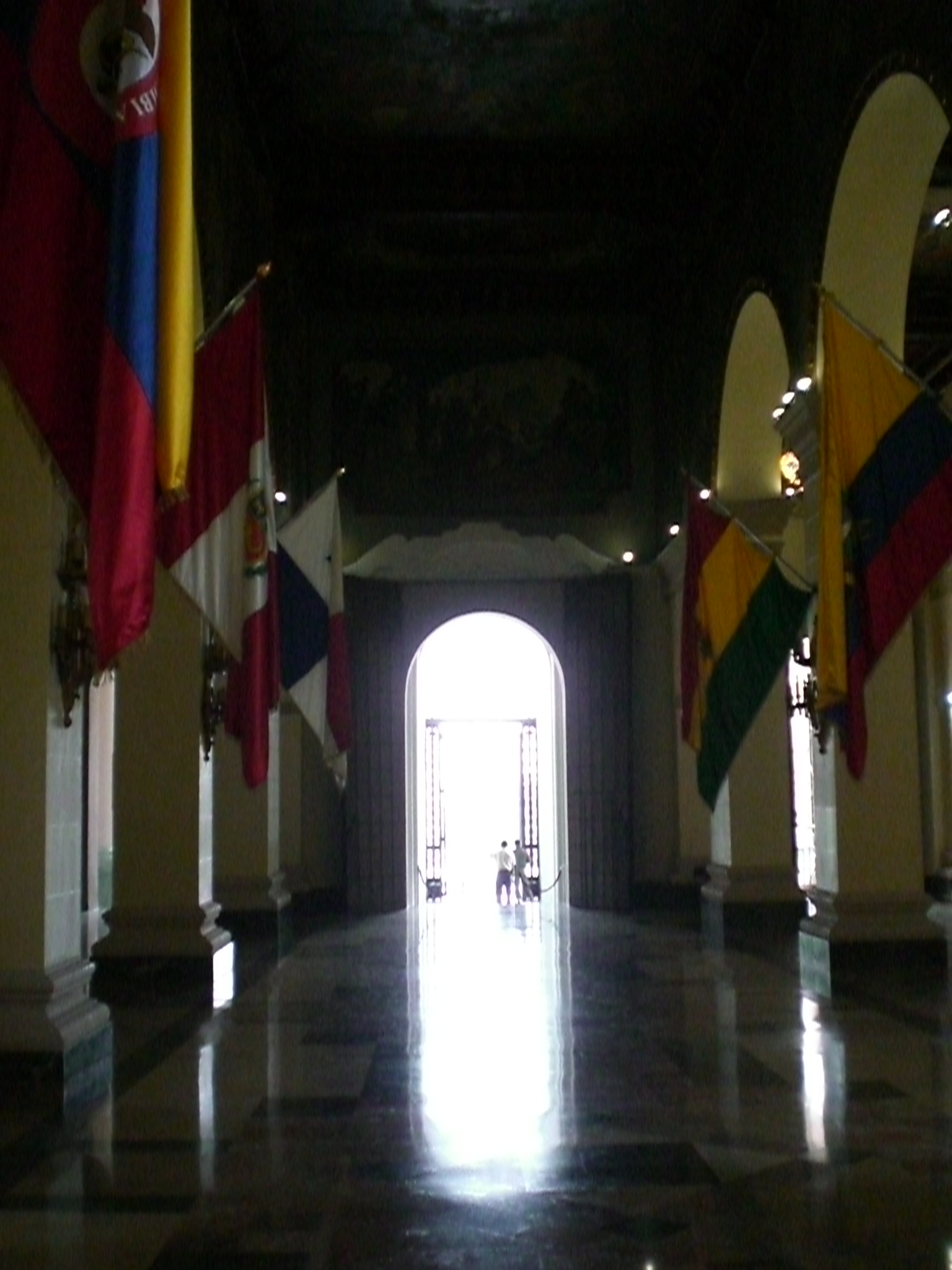
Ingresso del Pantheon Nazionale.

Il 28 ottobre 1876 i resti di Simón Bolívar trovarono sepoltura nel Pantheon. Alla cerimonia parteciparono come oratori J. M. Sistiaga ed Eduardo Calcaño.
L'artista Tito Salas fu incaricato della decorazione del Pantheon Nazionale. A Salas si devono i monumenti funebri più importanti.
Durante il governo del generale Juan Vicente Gómez si realizzarono alcune opere nell'edificio del Pantheon Nazionale: nel 1911, secondo il progetto dell'architetto Alejandro Chataing e successivamente nel 1929, secondo il progetto dell'architetto Manuel Mujica Millán.
L'edificio fu dichiarato monumento nazionale, con il decreto N° 1685, del 25 luglio 2002.
Il 5 luglio 2010 si trasferirono al Pantheon Nazionale i resti di Manuela Sáenz.
Ogni anno, il 5 luglio (Festa dell'Indipendenza del Venezuela) il presidente della Repubblica in carica presenta un omaggio floreale in onore dei caduti.

## Personalità sepolte nel Pantheon Nazionale
(Tra parentesi la data d'ingresso al Pantheon).

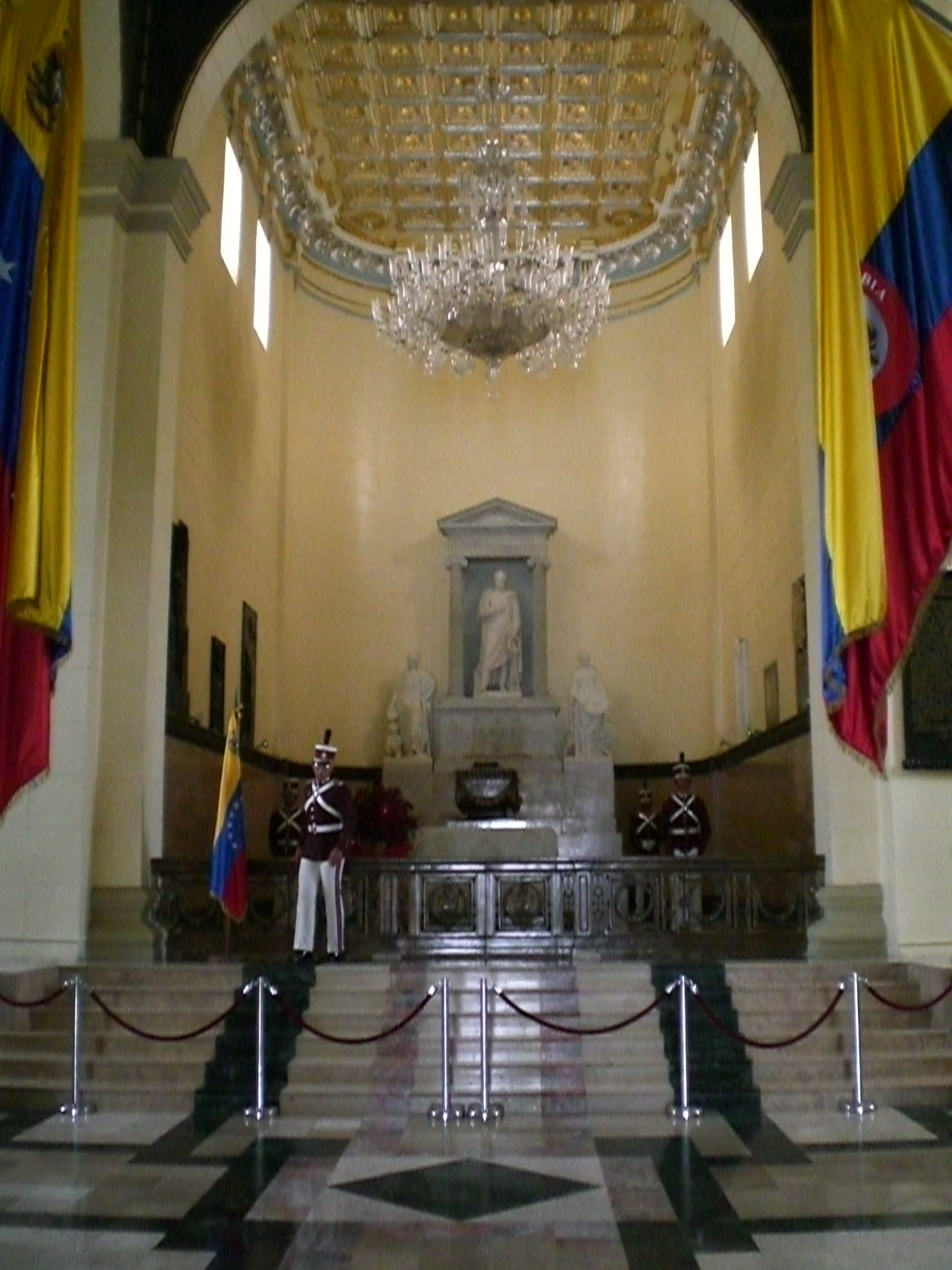
Tomba del Liberatore e Padre della Patria Simón Bolívar.

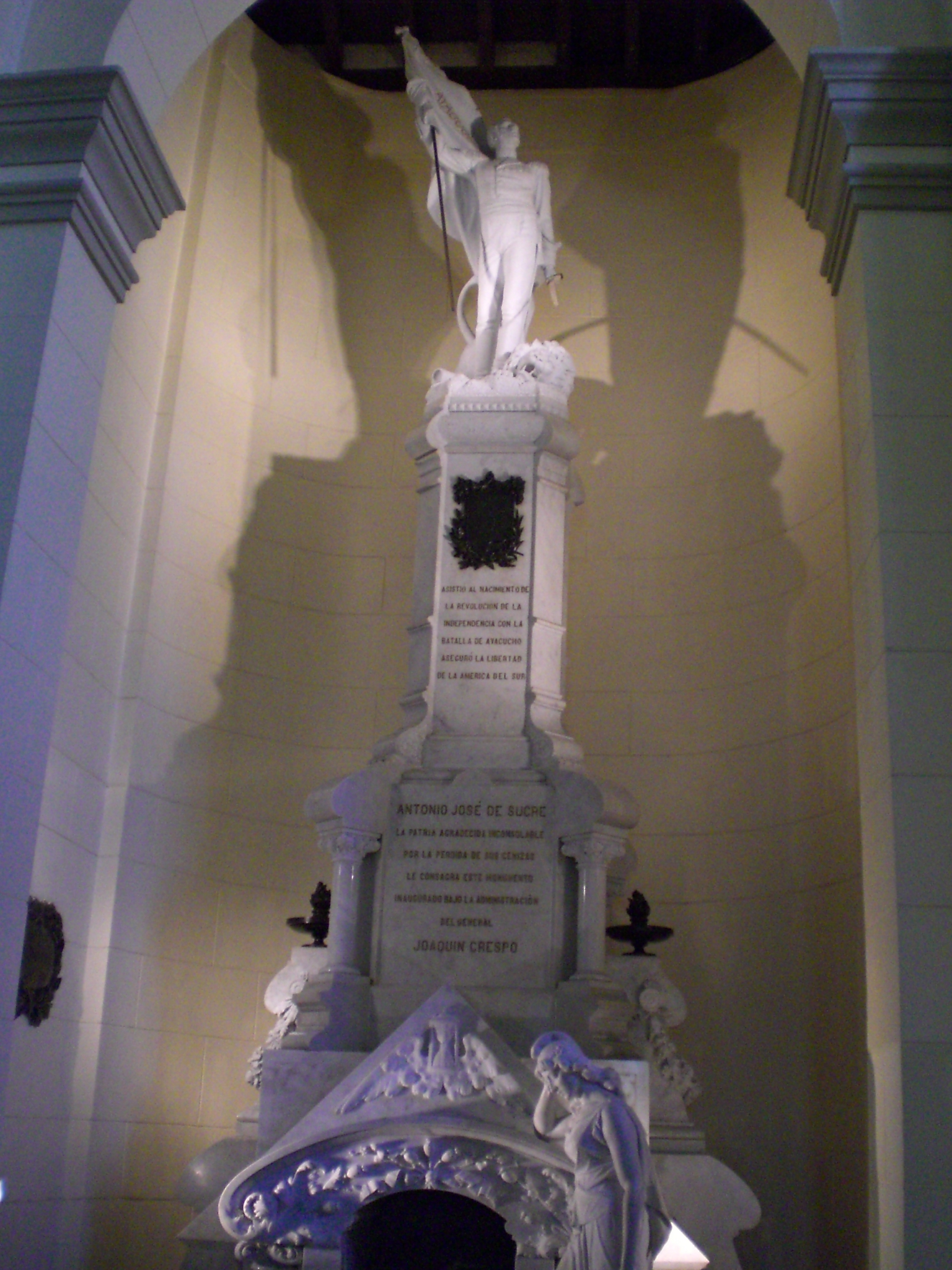
Monumento al Gran Maresciallo di Ayacucho, Antonio José de Sucre.

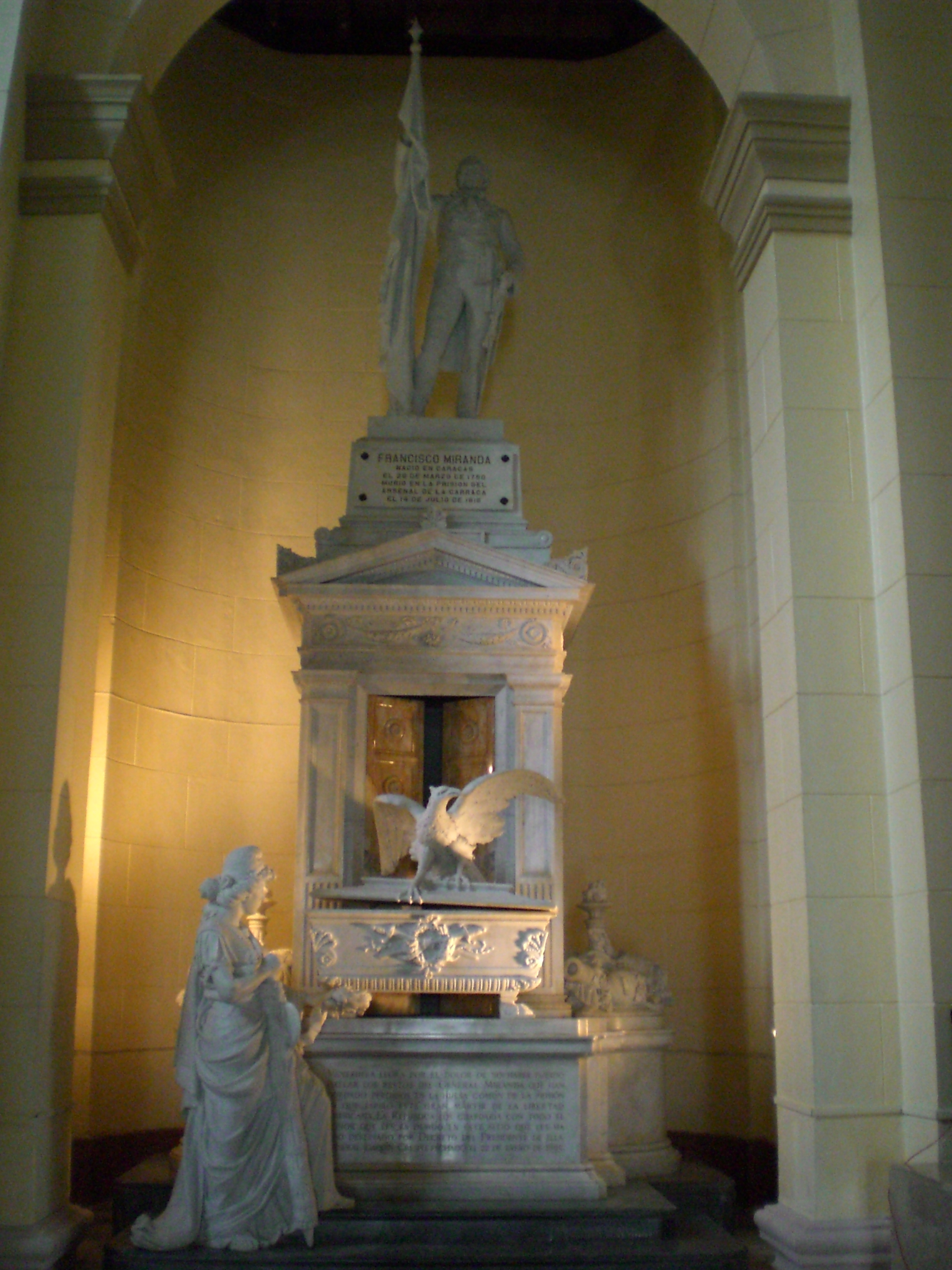
Monumento al generalissimo Francisco de Miranda.

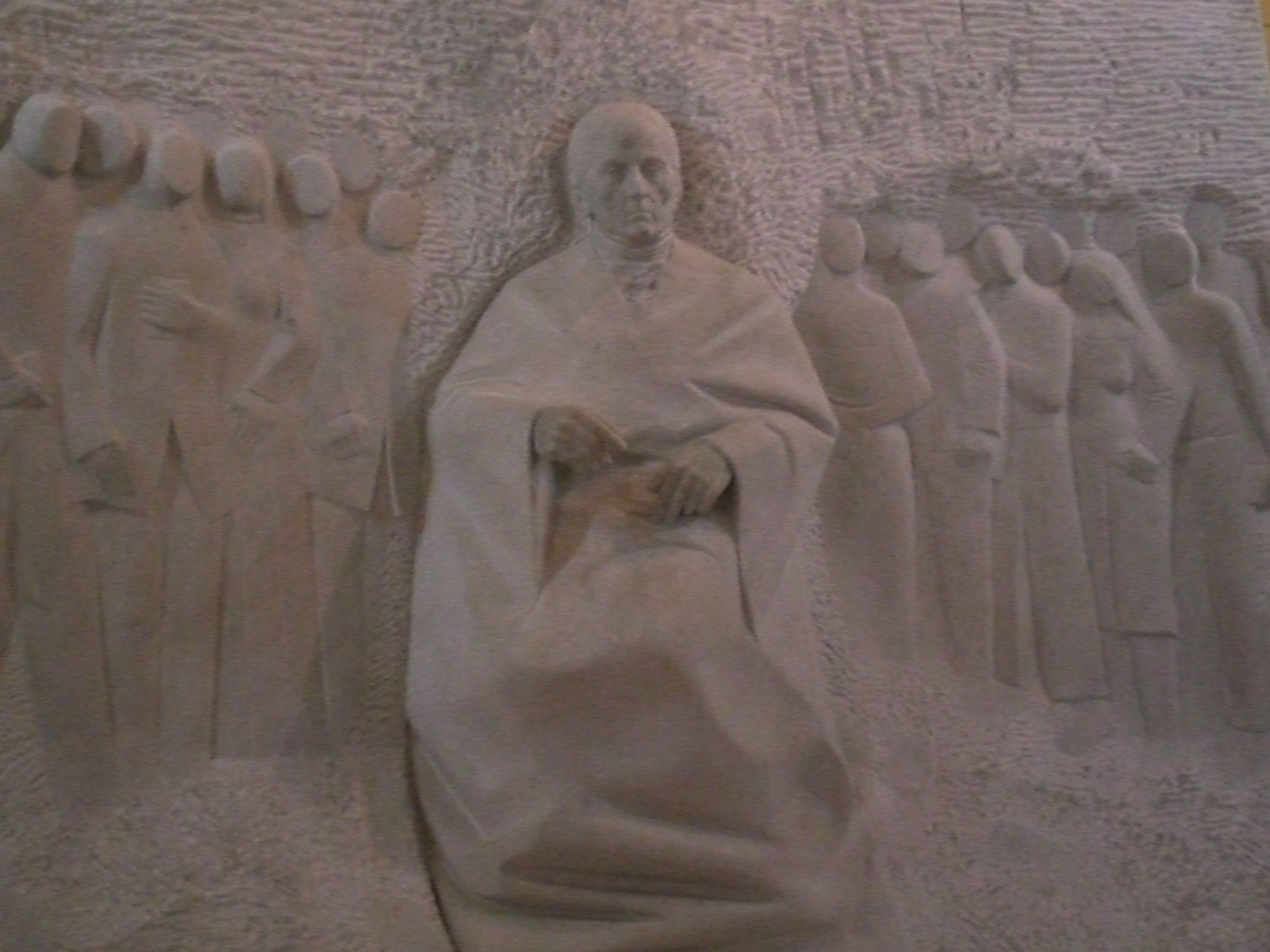
Cenotafio di Andrés Bello.

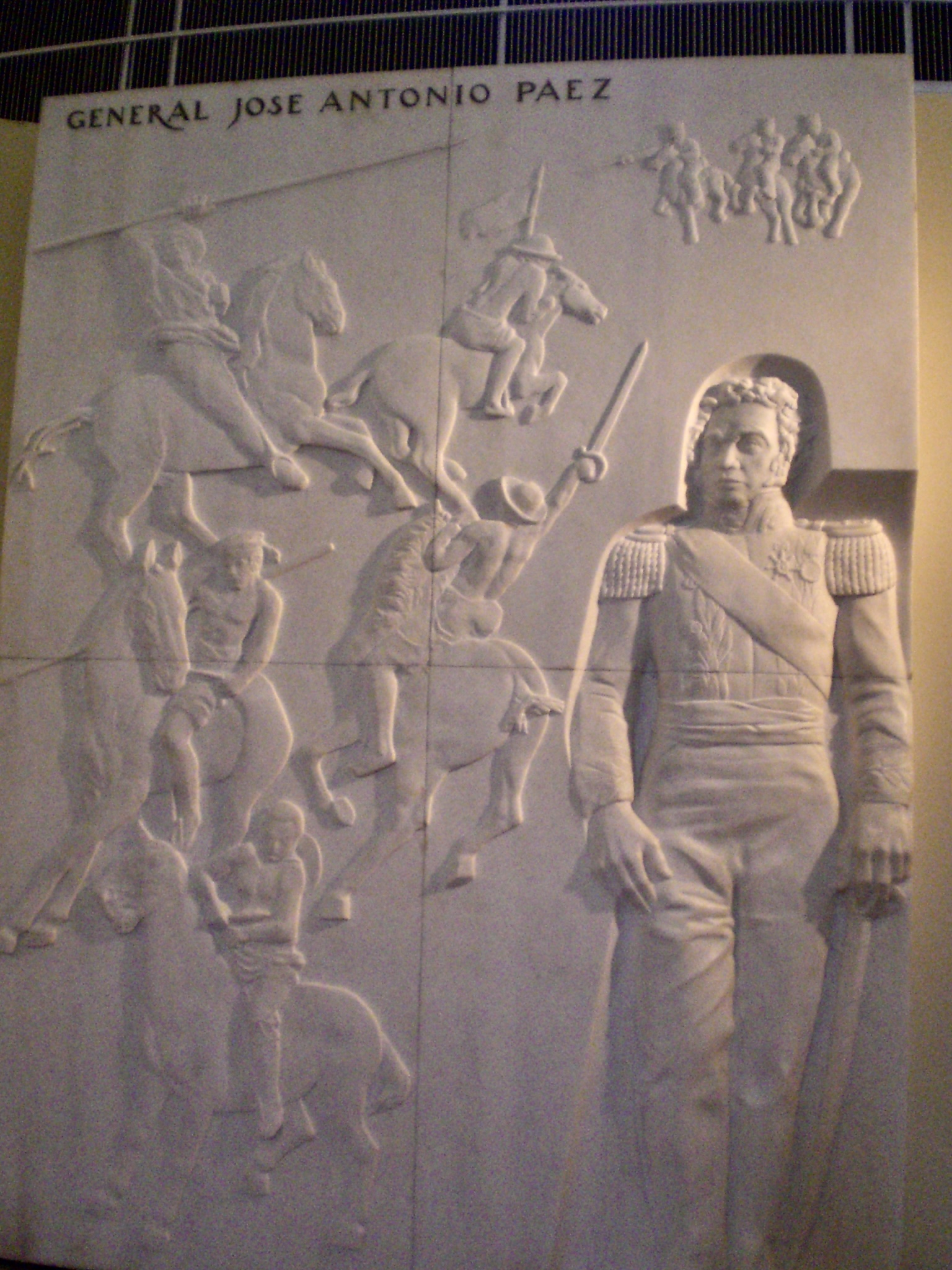
Monumento del generale José Antonio Páez.

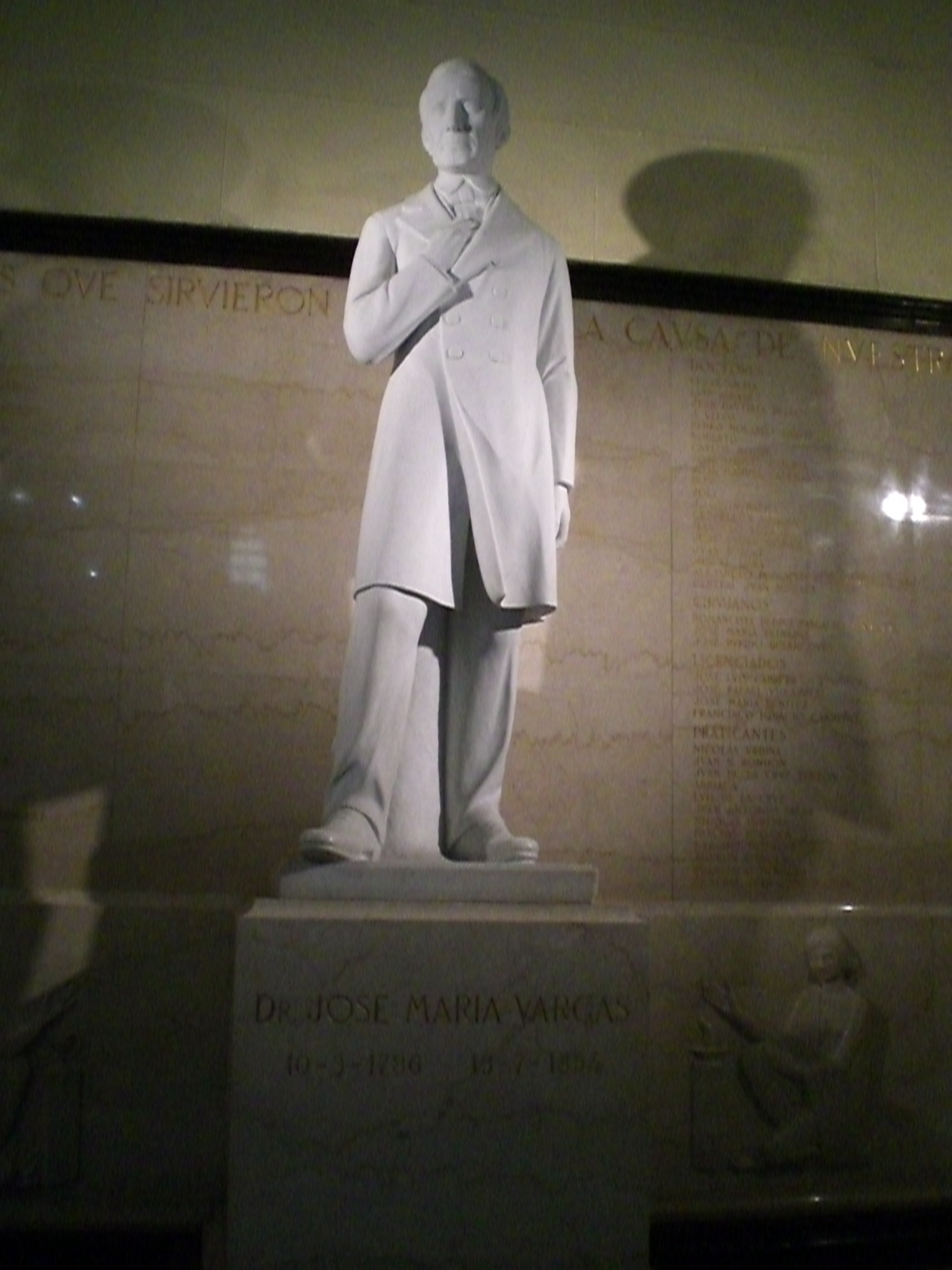
Monumento di José María Vargas.

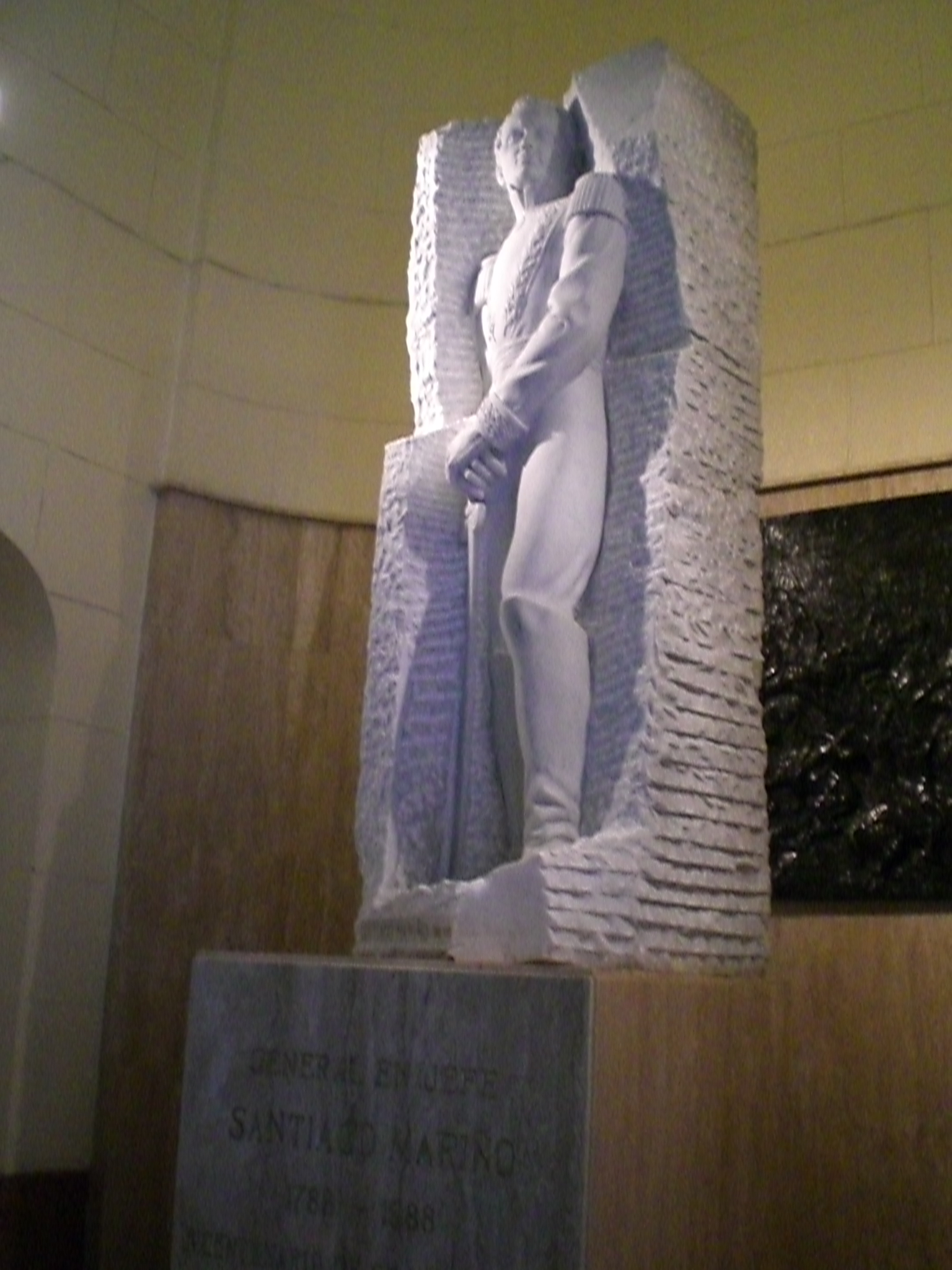
Monumento di Santiago Mariño.

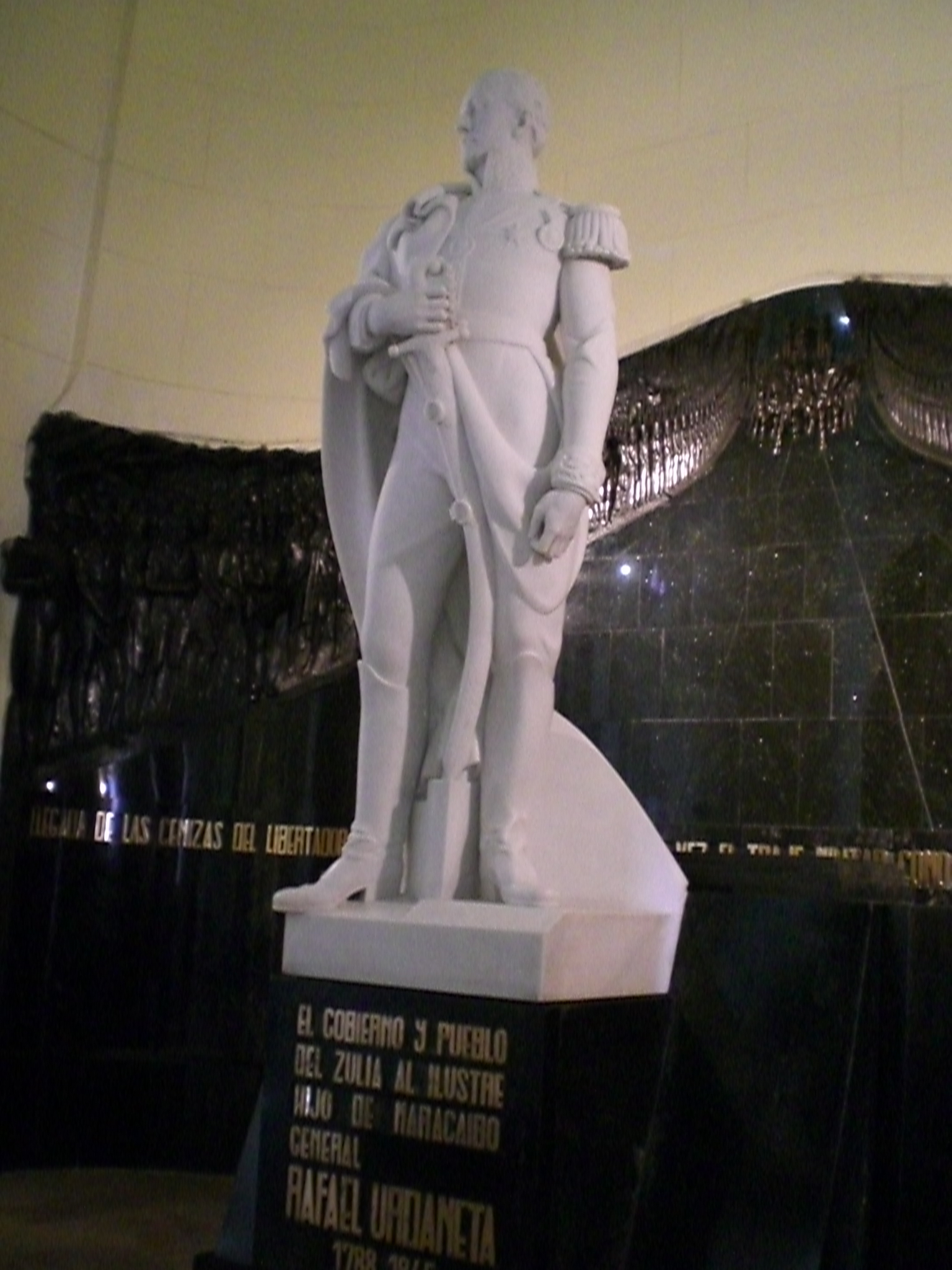
Monumento di Rafael Urdaneta.

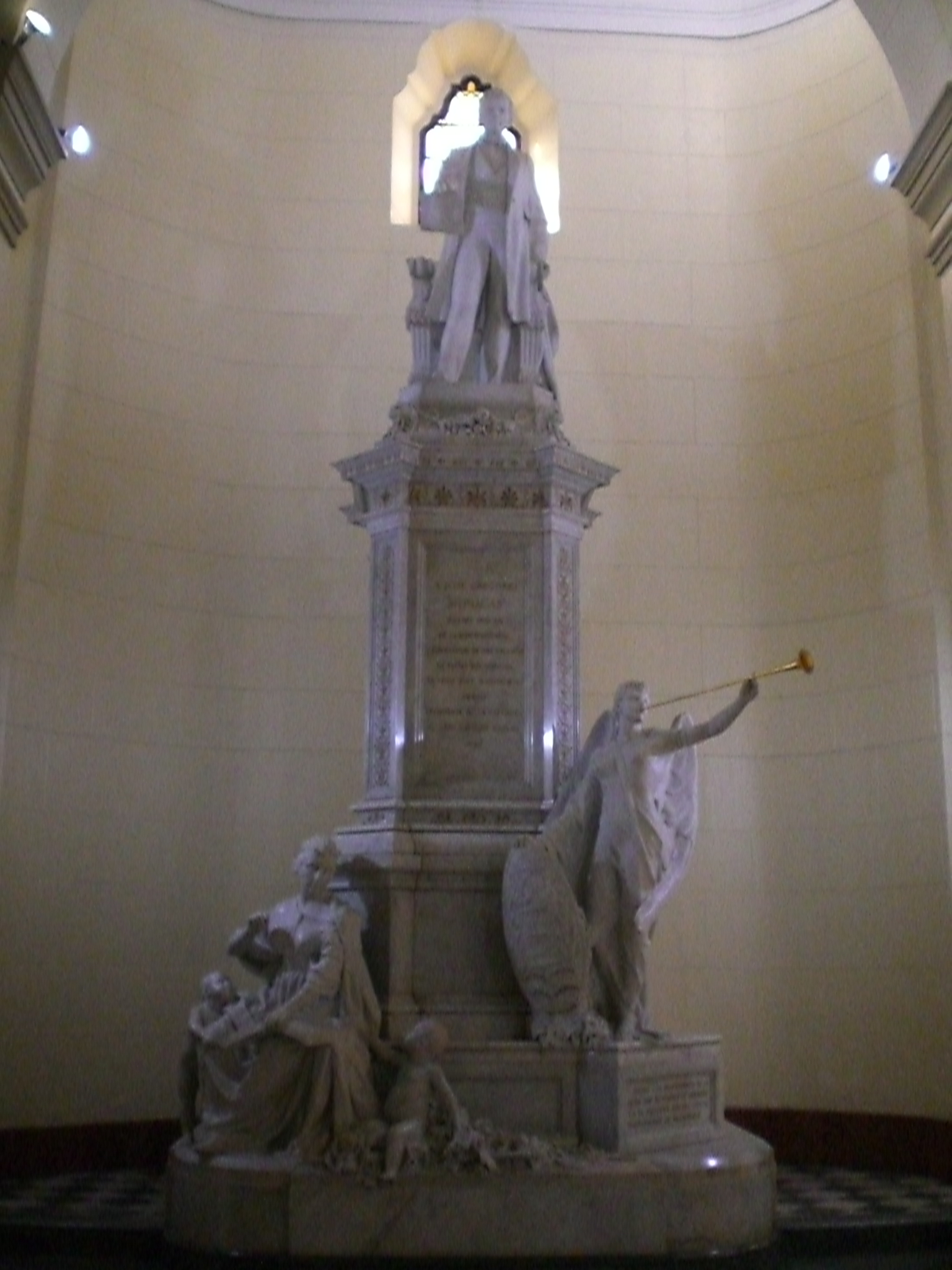
Monumento di José Gregorio Monagas.

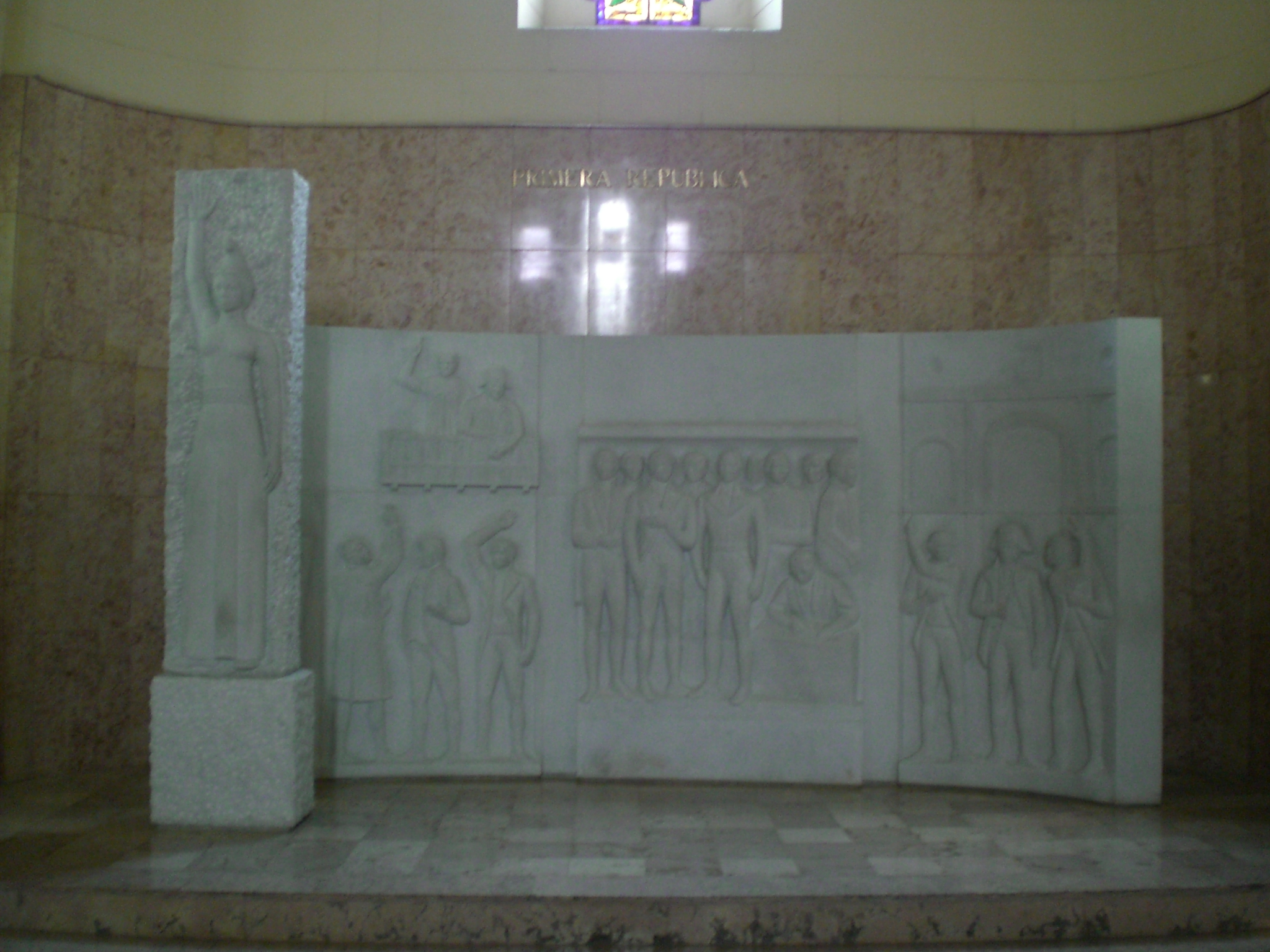
Monumento della Prima Repubblica.

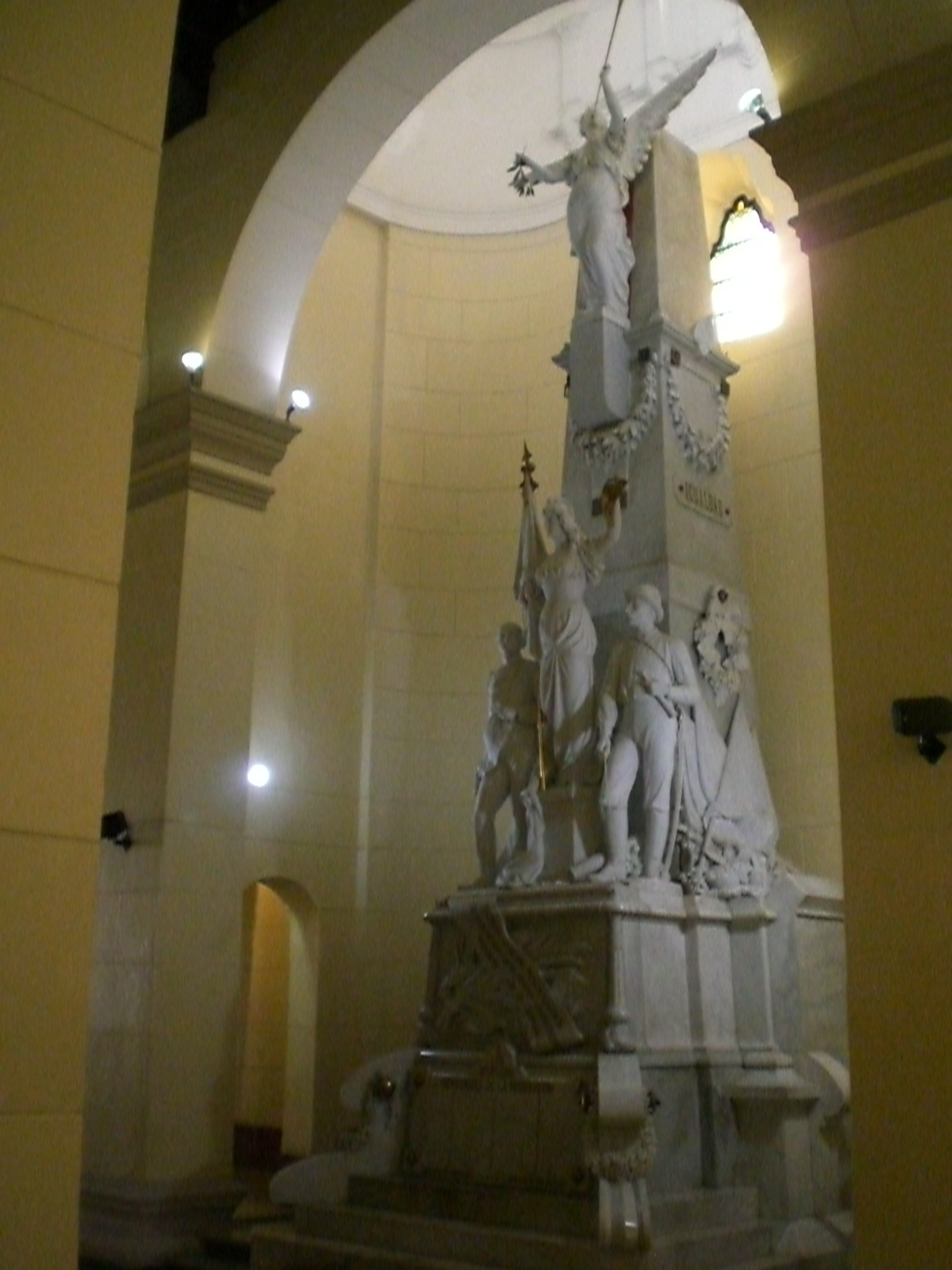
Monumento della Federazione.

- Cecilio Acosta, scrittore, giornalista e umanista (5 luglio 1937)
- José Ángel de Álamo, medico, leader indipendentista (9 maggio 1876)
- Francisco de Paula Alcántara, generale della Guerra d'Indipendenza (6 giugno 1876)
- Demetrio Alfaro, ufficiale nella Guerra d'Indipendenza (28 maggio 1876)
- Lisandro Alvarado, medico dell'Academia de Medicina (14 maggio 1980)
- Raimundo Andueza Palacio, avvocato, militare e politico padre del presidente Raimundo Andueza Palacio (2 settembre 1881)
- Francisco Aranda, politico, finanziere e legislatore (18 maggio 1898)
- Juan Bautista Arismendi, ufficiale della Guerra d'Indipendenza (29 gennaio 1877)
- Jesús María Aristeguieta, militare e politico dell'Indipendenza (18 marzo 1890)
- Carlos Arvelo, medico, cattedratico, politico della Junta Superior de la Abolición de la Esclavitud (16 dicembre 1942)
- Rafael Arvelo, giornalista con alti incarichi politici (12 luglio 1877)
- Francisco de Paula Avendaño, ufficiale della Guerra d'Indipendenza (16 marzo 1966)
- Rafael María Baralt, scrittore e storico (23 novembre 1982)
- José Miguel Barceló, militare e politico, partecipò alla Guerra Federale (14 maggio 1878)
- Pedro Bárcenas, medico e ufficiale dell'Indipendenza (5 novembre 1877)
- Víctor Barret de Nazarís, militare e politico, partecipò alla Guerra Federale (25 agosto 1896)
- Renato Beluche, Marinaio dell'Armada de Venezuela nella Guerra d'Indipendenza (22 luglio 1963)
- José Francisco Bermúdez, ufficiale nella Guerra d'Indipendenza (24 ottobre 1877)
- Pedro Bermúdez Cousín, avvocato, militare e politico (30 dicembre 1875)
- Andrés Eloy Blanco, poeta e politico (2 luglio 1981)
- José Félix Blanco, sacerdote combattente dell'Esercito Repubblicano (3 luglio 1896)
- Manuel Marino Blanco, combatté con San Martín e Simón Bolívar (15 aprile 1876)
- Rufino Blanco Fombona, scrittore e politico (23 giugno 1975)
- Simón Bolívar, liberatore di Bolivia, Colombia, Ecuador, Panama, Perù e Venezuela (28 ottobre 1876)
- Justo Briceño, militare dell'Indipendenza (21 maggio 1876)
- Mario Briceño Iragorry, storico, scrittore, diplomatico e politico (6 marzo 1991)
- Domingo Briceño y Briceño, avvocato, giornalista e scrittore (6 maggio 1876)
- Luis Brión ufficiale della Marina del Venezuela, partecipò alla Guerra d'Indipendenza (10 aprile 1882)
- Blas Bruzual, militare, politico e giornalista (16 agosto 1889)
- Manuel Ezequiel Bruzual, capo militare e politico incaricato della Presidenza della Repubblica del Venezuela (13 novembre 1872)
- Lorenzo Bustillos, ufficiale della Guerra d'Indipendenza (17 febbraio 1877)
- Luisa Cáceres de Arismendi, patriota ed eroina della Guerra d'Indipendenza (24 agosto 1876)
- Josefa Venancio de la Encarnación Camejo, eroina dell'Indipendenza (senza data)
- Francisco Carabaño Aponte, militare della Guerra d'Indipendenza (18 maggio 1876)
- José María Carreño, ufficiale della Guerra d'Indipendenza (1876)
- Teresa Carreño, pianista e compositrice (9 dicembre 1977)
- José de la Cruz Carrillo, ufficiale della Guerra d'Indipendenza (15 dicembre 1971)
- Carlo Maria Luigi Castelli, ufficiale italiano della Guerra d'Indipendenza (11 maggio 1876)
- Juan Francisco del Castillo, avvocato, militare e politico (2 luglio 1893)
- Cipriano Castro, militare e politico, presidente del Venezuela diresse la Rivoluzione Liberale Restauratrice (6 dicembre 2002)
- Manuel Cedeño, ufficiale della Guerra d'Indipendenza (16 dicembre 1942)
- Lino de Clemente, ufficiale della Marina militare (21 luglio 1961)
- Agostino Codazzi, di origine italiana geografo, esploratore e militare, comandante dell'esercito di Páez (16 dicembre 1942)
- Juan Fermín Colmenares, militare e politico, partecipò nella Guerra Federale (20 agosto 1881)
- Juan José Conde, ufficiale della Guerra d'Indipendenza (29 maggio 1876)
- José María Delgado Correa (20 maggio 1876)
- Manuel María Echeandía (28 aprile 1876)
- Juan Crisóstomo Falcón, militare, politico e presidente della Repubblica (1º maggio 1874)
- León de Febres Cordero, ufficiale della Guerra d'Indipendenza (16 dicembre 1942)
- Carmelo Fernández, ufficiale della Guerra d'Indipendenza (18 agosto 1983)
- Fernando Figueredo, Cavalleria dell'Indipendenza (29 giugno 1937)
- Alejo Fortique, politico, statista e diplomatico (30 aprile 1876)
- Rómulo Gallegos scrittore e politico, presidente della Repubblica (3 maggio 1994)
- Juan Garcés, militare dell'Indipendenza (26 novembre 1934)
- José María García, ufficiale di Marina dell'Indipendenza (15 agosto 1896)
- Valentín García, ufficiale della Guerra d'Indipendenza (27 aprile 1961)
- Miguel Gil, militare della Guerra d'Indipendenza (5 agosto 1876)
- Francisco Esteban Gómez, capo militare della Guerra d'Indipendenza (20 agosto 1881)
- José de Jesús González, capo guerrigliero, alleato di Ezequiel Zamora (22 aprile 1897)
- Tomás Green (24 agosto 1876)
- Guaicaipuro, cacicco indio, segnalato nella resistenza contro la colonizzazione spagnola (9 dicembre 2001)
- Juan Bautista Guerra Carrillo (senza data)
- Manuel María Guevara (10 agosto 1877)
- Antonio Leocadio Guzmán, politico e giornalista (18 novembre 1884)
- Antonio Guzmán Blanco, statista, capo militare della Guerra Federale e Presidente del Venezuela (8 agosto 1999)
- Tomás de Heres, ufficiale della Guerra d'Indipendenza (16 dicembre 1942)
- Francisco Hurtado (26 maggio 1876)
- Andrés Ibarra, ufficiale della Guerra d'Indipendenza (24 agosto 1875)
- Diego Ibarra, ufficiale della Guerra d'Indipendenza (20 ottobre 1876)
- Francisco de Ibarra, sacerdote rettore dell'Università Centrale del Venezuela, primo arcivescovo di Caracas (9 novembre 1880)
- Juan Domingo del Sacramento Infante, muratore, costruì la chiesa della Santissima Trinità (13 dicembre 1780)
- Tomás Lander, giornalista, agricoltore, politico e propagandista del pensiero liberale (5 aprile 1884)
- José Prudencio Lanz (21 aprile 1876)
- Jacinto Lara militare della Guerra d'Indipendenza (24 luglio 1911)
- Francisco Lazo Martí, medico e poeta (27 ottobre 1983)
- Andrés Olimpo Level, magistrato, avvocato, politico e giornalista (28 novembre 1876)
- Francisco Linares Alcántara militare e politico, presidente della Repubblica (4 dicembre 1878)
- Enrique Luzón, generale dell'Esercito Venezuelano, eroe dell'Indipendenza (12 dicembre 1877)
- José Tomás Machado, ufficiale della Marina militare (16 dicembre 1942)
- Vicente Marcano, ingegnere, chimico, geologo, professore universitario e divulgatore scientifico (10 luglio 1991)
- Santiago Mariño, ufficiale della Guerra d'Indipendenza (29 gennaio 1877)
- Zoilo Medrano, partecipò alle insurrezioni contadini che diedero inizio alla Guerra Federale (22 aprile 1897)
- Ramón Ignacio Méndez de la Barta, prelato, avvocato, politico, arcivescovo di Caracas, firmò l'atto di Indipendenza (16 dicembre 1942)
- Arturo Michelena, pittore (29 luglio 1948)
- Guillermo Michelena Salías, medico, professore universitario, scrittore scientifico (10 novembre 1891)
- Carlos Minchin, ufficiale della Guerra d'Indipendenza, ministro della Guerra (4 giugno 1879)
- José Gregorio Monagas, generale dell'Indipendenza, presidente della Repubblica, liberatore degli schiavi (13 novembre 1872)
- José Tadeo Monagas Caudillo, militare e politico Presidente della Repubblica (17 maggio 1877)
- Mariano Montilla, ufficiale dell'Esercito del Venezuela nella Guerra d'Indipendenza (3 luglio 1896)
- Juan de Dios Monzón, medico, militare e politico (20 aprile 1876)
- José Trinidad Morán, scrittore e ufficiale della Guerra d'Indipendenza (3 dicembre 1954)
- Tomás Muñoz y Ayala, (14 giugno 1892)
- Pedro Navarro Bolet (29 gennaio 1878)
- Carlo Núñez, membro della società patriottica (17 febbraio 1877)
- Daniel Florencio O'Leary, ufficiale britannico al servizio dell'esercito di Venezuela e Colombia nella Guerra d'Indipendenza (10 aprile 1882)
- Manuel Germán Ojeda Muñiz, (20 dicembre 1875)
- José Manuel Olivares, ufficiale della Guerra d'Indipendenza (14 maggio 1876)
- José Antonio Páez generale e capo dell'Indipendenza del Venezuela (19 aprile 1888)
- Miguel Palacio Fajardo, medico e letterato, ufficiale della Guerra d'Indipendenza (1876)
- Juan Antonio Paredes Angulo, ufficiale della Guerra d'Indipendenza (16 settembre 1960)
- Francisco Vicente Parejo, ufficiale della Guerra d'Indipendenza (18 maggio 1876)
- Ana Teresa Parra Sanojo, scrittrice (7 novembre 1989)
- Jesús María Paúl (11 febbraio 1877)
- Miguel Peña, avvocato e politico, partecipò al processo dell'Indipendenza (24 luglio 1911)
- Fernando Peñalver, firmatario dell'atto d'Independencia (3 luglio 1896)
- Juan Antonio Pérez Bonalde, poeta (14 febbraio 1946)
- Gabriel Picón González, ufficiale della Guerra d'Indipendenza (23 giugno 1975)
- Judas Tadeo Piñango, ufficiale della Guerra d'Indipendenza (16 dicembre 1942)
- Simón Planas, politico firmatario del decreto di abolizione della schiavitù (26 agosto 1877)
- José Ignacio Pulido del Pumar, ufficiale della Guerra d'Indipendenza (15 gennaio 1881)
- José Luis Ramos, umanista, filologo, educatore e funzionario pubblico (16 agosto 1889)
- Rafael Rangel, scienziato, si dedicò alle malattie tropicali (20 agosto 1977)
- Luis Razetti medico chirurgo, gloria della medicina venezuelana (23 giugno 1982)
- José Rafael Revenga, avvocato con alti incarichi nel governo di Bolívar (22 dicembre 1969)
- Pedro Rodríguez (12 dicembre 1879)
- Simón Rodríguez, maestro e mentore di Simón Bolívar (28 febbraio 1954)
- Francisco Rodríguez del Toro, generale dell'Esercito Venezuelano, firmatario dell'Atto d'Indipendenza (9 maggio 1851)
- Donato Rodríguez Silva, militare e politico, partecipò alla Guerra Federale (22 aprile 1897)
- Arístides Rojas, naturalista, medico (22 settembre 1983)
- Cristóbal Rojas, pittore (27 dicembre 1958)
- Pedro Manuel Rojas Mercado, capo militare e Caudillo Federalista (10 agosto 1876)
- Juan José Rondón, ufficiale della Guerra d'Indipendenza (25 agosto 1896)
- Bartolomé Salom ufficiale della Guerra d'Indipendenza (5 luglio 1909)
- Tomás José Sanabria y Meleán, avvocato e politico (1º gennaio 1896)
- Luis Sanojo, avvocato e politico, padre della giurisprudenza nazionale (22 giugno 1978)
- José Laurencio Silva, ufficiale della Guerra d'Indipendenza (16 dicembre 1942)
- Juan Antonio Sotillo, capo militare, partecipò alle campagne di emancipazione (9 gennaio 1878)
- Carlos Soublette ufficiale della Guerra d'Indipendenza (7 febbraio 1870)
- Fermín Toro, politico e diplomatico (23 aprile 1876)
- Pedro León Torres, ufficiale della Guerra d'Indipendenza (16 agosto 1889)
- Martín Tovar y Tovar, pittore (22 settembre 1983)
- José Vicente de Unda, sacerdote firmatario dell'Atto d'Indipendenza (16 dicembre 1942)
- Diego Bautista Urbaneja Sturdy, avvocato e colonnello della causa repubblicana (22 ottobre 1876)
- Adolfo Urdaneta (24 novembre 1876)
- Rafael Urdaneta, militare e politico attivo nella Guerra d'Indipendenza (16 maggio 1876)
- Wenceslao Urrutia, avvocato e politico (20 aprile 1876)
- Juan Uslar, ufficiale (16 dicembre 1942)
- José María Vargas, medico chirurgo, presidente della Repubblica (27 aprile 1877)
- Miguel Antonio Vásquez, ufficiale della Guerra d'Indipendenza (circa 1920)
- José Joaquín Veroes, colonnello dell'esercito del Libertador (16 dicembre 1942)
- Francisco Javier Yánez, firmatario dell'Atto d'Indipendenza (1876)
- José Ramón Yépes, ufficiale della Marina militare (22 agosto 1949)
- Ezequiel Zamora, Caudillo militare della Guerra Federale (13 novembre 1872)
- Miguel Zárraga, militare attivo nella Guerra d'Indipendenza (10 maggio 1876)